# Паскали, Одисе
Одисе Паскали (алб. Odhise Paskali; (22 декабря 1903, Пермети, Османская империя — 13 сентября 1985, Тирана, Албания) — албанский скульптор. Народный скульптор Народной Социалистической Республики Албания (Skulptor Popullit).
Один из основоположников искусства скульптуры Албании. Наставник видного албанского скульптора-монументалиста Шабана Хадери (1928—2010).

## Биография

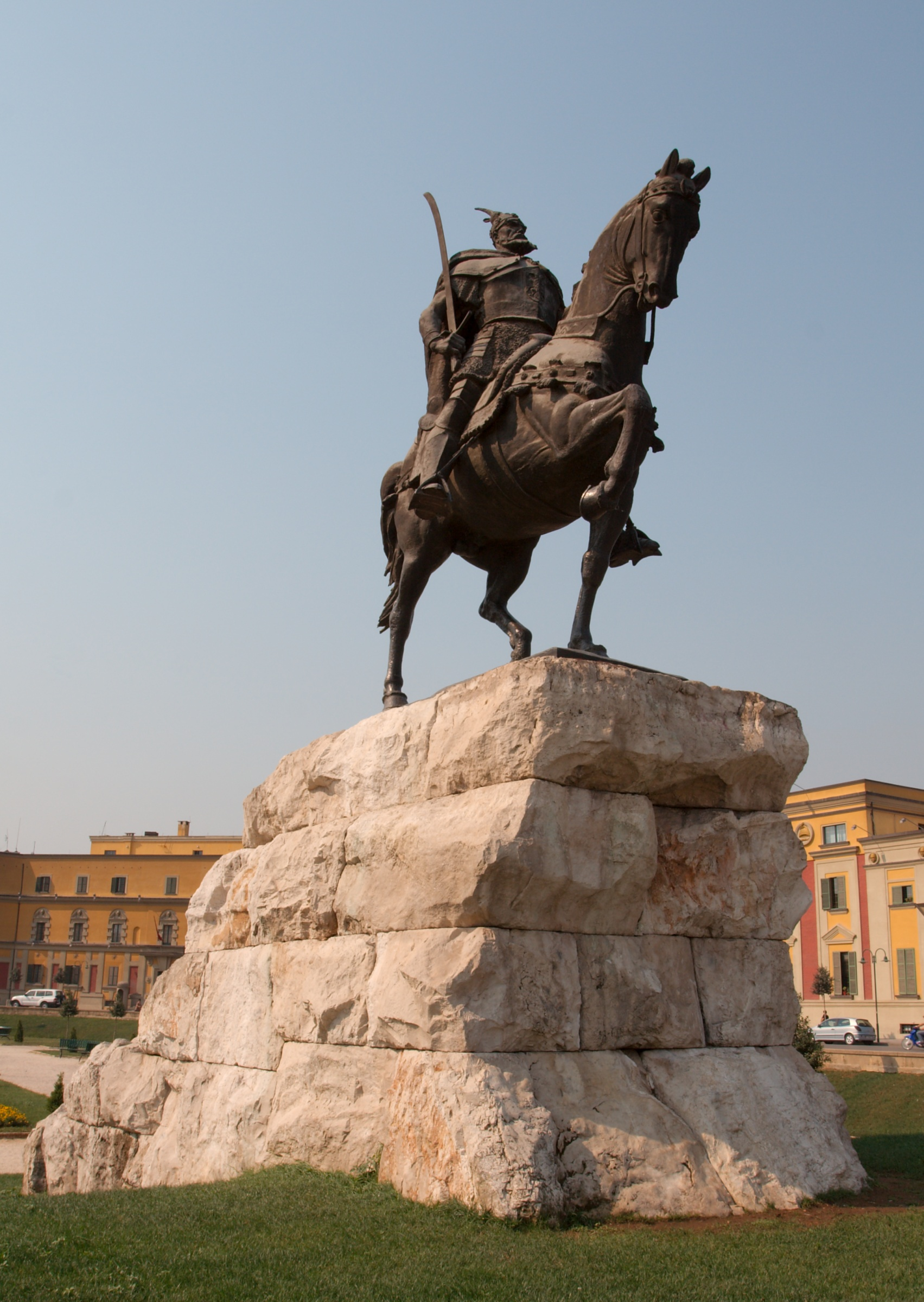
Памятник Скандербегу в Тиране

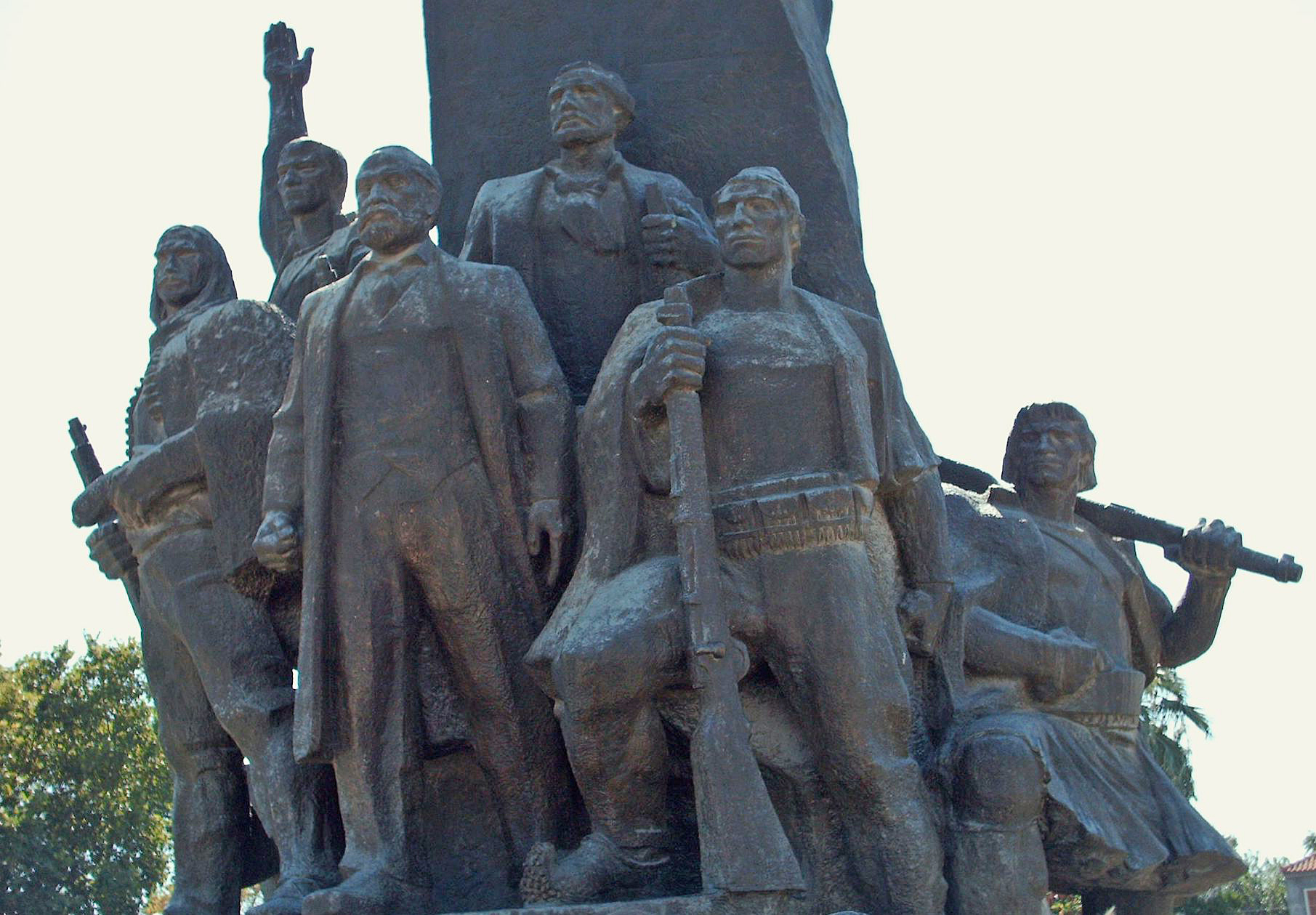
Памятник независимости, Влёра

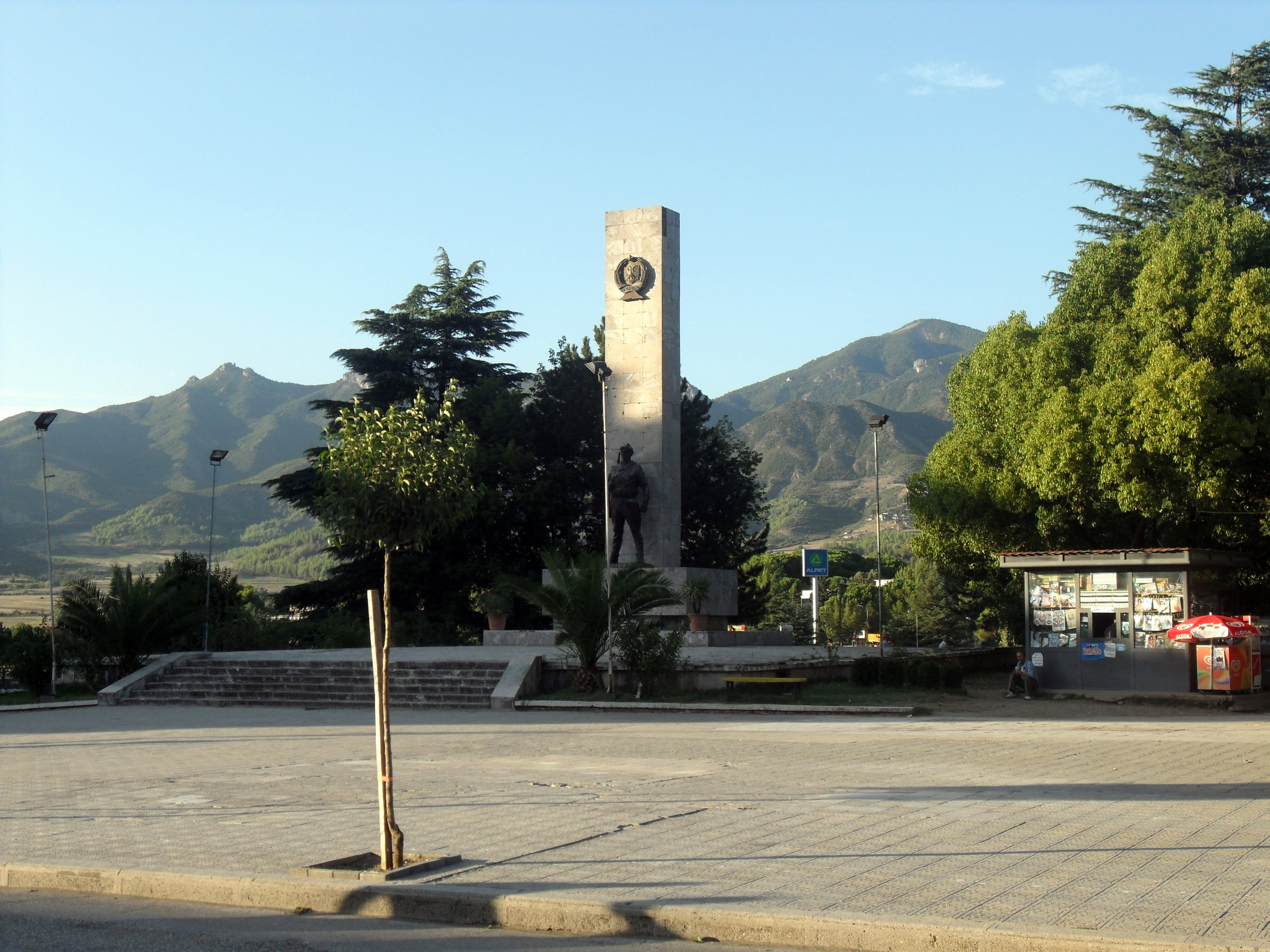
Памятник партизанам в Пермети

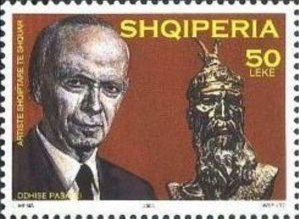
Одисе Паскали на почтовой марке Албании 2003 г.

В начале 1920-х переехал в Италию, где окончил среднюю школу. Там увлекся искусством пластики, в 1924 году на выставке в Турине был награждён за скульптуру «Голодающий» и портрет Авни Рустеми.
В 1925 году обратился к президенту Албании Ахмету Зогу с просьбой отправить его для обучения в академию художеств в Италии. А. Зогу выполнил его пожелание и предоставил Паскали возможность учиться в Турине под руководством Эдуарда Рубино. В 1927 году окончил обучение в Италии. Позже получил научную степень в области литературы и философии в Университете Турина.
Обучаясь там, стал создателем албанского студенческого общества (Studenti shqiptar) и журнала албанских студентов Турина.
В 1930-х годах был одним из инициаторов создания объединения Друзья искусства, которое занималось организацией выставок народного искусства в городах Албании. В мае 1931 он стал одним из организаторов первой албанской экспозиции искусств и первого училища живописи в Тиране.
С 1934 жил в Тиране. В 1947—1953 работал преподавателем в художественном лицее в Тиране.
В 1951 в составе делегации деятелей культуры Албании посетил СССР. В 1960 стал директором Национальной галереи в Тиране.
Награждён орденом Наима Фрашери I степени.

## Творчество
О. Паскали — автор около 600 скульптур и памятников.
Первой скульптурой, созданной им после возвращения на родину был бюст Бетховена, творчеством которого он восхищался.
Одной из самых известных работ Паскали является памятник Скандербегу в столице Албании — Тиране.
В 1932 создал свои первые монументальные произведения — памятники Народный мститель (Luftëtari Kombëtar), установленный в центре г. Корча и Знаменоносецы (Flamurtari) в г. Влёра.

## Избранные работы
Автор памятников, бюстов и скульптурных портретов выдающихся деятелей Албании и СССР, в том числе
- Абдюлу Фрашери (г. Призрен)
- Наиму Фрашери
- 2 памятника Скандербегу (Тирана и Кукес)
- Ахмету Зогу
- Энверу Ходжа
- Сталину (Кучова и Тирана)
- Иса Болетини
- Миджени
- иконописцу Онуфрию
- Феофану (Ноли)
- неизвестному партизану (Тирана)

и др.
Многие работы скульптора были вывезены во время оккупации фашистской Италией.